# Janirella aculeata
Janirella aculeata là một loài chân đều trong họ Janirellidae. Loài này được Gamo miêu tả khoa học năm 1983.